# Serialització
En un context d'informàtica més modern, la serialització és el procés de guardar un objecte a un medi d'emmagatzematge (com pot ser un fitxer, o un buffer de memòria) amb la finalitat de transmetre'l a través d'una connexió en xarxa com una sèrie de bytes o en un format humanament més llegible com XML. La sèrie de bytes o el format es poden utilitzar per recrear un objecte que és idèntic en el seu estat intern a l'objecte original (de fet un clon). Aquest tipus de serialització s'utilitza principalment per transportar un objecte a través d'una xarxa, per persistir objectes a un fitxer o base de dades, o per a distribuir objectes idèntics a unes quantes aplicacions o localitzacions.
- Aquest procés de serialitzar un objecte també s'anomena desinflar (deflating en anglès) un objecte o ordenar (marshalling en anglès) un objecte.
- L'operació oposada, que extreu una estructura de dades d'una sèrie de bytes, és la deserialització (que s'anomena també inflating o unmarshalling).